# Memorial Hubert Wagner 2014
Il Memorial Hubert Wagner 2014 si è svolto dal 16 al 18 settembre 2014 a Cracovia, in Polonia: al torneo hanno partecipato quattro squadre nazionali e la vittoria finale è andata per la seconda volta alla Russia.

## Impianto
|                                                                     |
|                                                                     |
| Kraków Arena Città: Cracovia Capienza: 15 328 Anno d'apertura: 2014 |

## Squadre partecipanti
| Squadra  | Qualificazione      | Ultima partecipazione       |
| -------- | ------------------- | --------------------------- |
| Bulgaria | Wild card           | Memorial Hubert Wagner 2010 |
| Cina     | Wild card           | Memorial Hubert Wagner 2009 |
| Polonia  | Paese organizzatore | Memorial Hubert Wagner 2013 |
| Russia   | Wild card           | Memorial Hubert Wagner 2013 |

## Torneo

### Risultati
| 16 agosto 2014 Kraków Arena, Cracovia Durata: ? - Spettatori: 8 000  | Cina     | 0 - 3 | Russia   | 24-26, 21-25, 17-25               |
| 16 agosto 2014 Kraków Arena, Cracovia Durata: ? - Spettatori: 15 000 | Polonia  | 2 - 3 | Bulgaria | 25-20, 23-25, 27-29, 26-24, 13-15 |
| 17 agosto 2014 Kraków Arena, Cracovia Durata: ? - Spettatori: 8 000  | Bulgaria | 1 - 3 | Russia   | 23-25, 25-22, 20-25, 19-25        |
| 17 agosto 2014 Kraków Arena, Cracovia Durata: ? - Spettatori: 15 000 | Polonia  | 3 - 0 | Cina     | 25-18, 25-22, 25-17               |
| 18 agosto 2014 Kraków Arena, Cracovia Durata: ? - Spettatori: 10 000 | Cina     | 2 - 3 | Bulgaria | 22-25, 25-22, 25-20, 17-25, 18-20 |
| 18 agosto 2014 Kraków Arena, Cracovia Durata: ? - Spettatori: 15 000 | Polonia  | 3 - 2 | Russia   | 22-25, 26-24, 20-25, 26-24, 15-9  |

### Classifica
| Pos | Squadra  | Pt | G | V | P | SV | SP | Ratio | PF  | PS  | Ratio |
| --- | -------- | -- | - | - | - | -- | -- | ----- | --- | --- | ----- |
| 1   | Russia   | 7  | 3 | 2 | 1 | 8  | 4  | 2.000 | 280 | 258 | 1.085 |
| 2   | Polonia  | 6  | 3 | 2 | 1 | 8  | 5  | 1.600 | 298 | 277 | 1.076 |
| 3   | Bulgaria | 4  | 3 | 2 | 1 | 7  | 7  | 1.000 | 312 | 318 | 0.981 |
| 4   | Cina     | 1  | 3 | 0 | 3 | 2  | 9  | 0.222 | 226 | 263 | 0.859 |

## Classifica finale
| Pos | Squadra  |
| --- | -------- |
|     | Russia   |
|     | Polonia  |
|     | Bulgaria |
| 4   | Cina     |

## Premi individuali
| Premio                | Nome               | Squadra  |
| --------------------- | ------------------ | -------- |
| MVP                   | Dmitrij Muserskij  | Russia   |
| Miglior palleggiatore | Sergej Grankin     | Russia   |
| Miglior schiacciatore | Cvetan Sokolov     | Bulgaria |
| Miglior servizio      | Piotr Nowakowski   | Polonia  |
| Miglior libero        | Krzysztof Ignaczak | Polonia  |
| Miglior muro          | Nikolaj Apalikov   | Russia   |
| Miglior ricevitore    | Aleksej Spiridonov | Russia   |